# Spoorlijn Köln West - Köln-Ehrenfeld
De spoorlijn Köln West - Köln-Ehrenfeld is een Duitse spoorlijn en is als spoorlijn 2613 onder beheer van DB Netze.

## Geschiedenis
Het traject werd door de Preußische Staatseisenbahnen geopend op 2 februari 1891 en liep oorspronkelijk vanaf Köln-Gereon. In 1913 werd de lijn verlegd naar het westen en de aansluiting in Köln West gemaakt.

## Treindiensten
De lijn is alleen in dienst voor goederenvervoer.

## Aansluitingen
In de volgende plaatsen is of was er een aansluiting op de volgende spoorlijnen:
Köln West
DB 2615, spoorlijn tussen Köln West en Köln-Longerich
DB 2617, spoorlijn tussen Köln Betriebsbahnhof en Köln-West
DB 2630, spoorlijn tussen Keulen en Bingen
DB 2638, spoorlijn tussen Köln Hauptbahnhof en Köln West
DB 2640, spoorlijn tussen Köln West en Kalscheuren
Köln-Ehrenfeld
DB 2600, spoorlijn tussen Keulen en Aken
DB 2608, spoorlijn tussen Köln Hauptbahnhof en Köln-Ehrenfeld
DB 2611, spoorlijn tussen Keulen en Rheydt
DB 2612, spoorlijn tussen Köln-Ehrenfeld W44 en Köln-Ehrenfeld W90
DB 2614, spoorlijn tussen Köln-Nippes en Köln-Ehrenfeld
DB 2622, spoorlijn tussen Keulen en Düren

## Elektrificatie
Het traject werd in 1966 geëlektrificeerd met een wisselspanning van 15.000 volt 16⅔ Hz.